# James P. Kem
James Preston Kem, född 2 april 1890 i Macon, Missouri, död 24 februari 1965 i Charlottesville, Virginia, var en amerikansk republikansk politiker. Han representerade delstaten Missouri i USA:s senat 1947–1953.
Kem utexaminerades 1910 från University of Missouri. Han avlade sedan 1913 juristexamen vid Harvard Law School. Han inledde sin karriär som advokat i Kansas City, Missouri. Han deltog i första världskriget.
Kem besegrade sittande senatorn Frank P. Briggs i senatsvalet 1946. Han kandiderade sex år senare till omval men förlorade mot demokraternas kandidat Stuart Symington. Kem arbetade sedan som advokat i Washington, D.C.